# Viliam Mruškovič
Viliam Mruškovič (ur. 13 lipca 1940 w Smolenicach, zm. 2 marca 2020 w Martinie) – słowacki etnolingwista, archiwista i tłumacz.
Studiował germanistykę i słowacystykę na Wydziale Filozoficznym Uniwersytetu Komeńskiego w Bratysławie. Po ukończeniu studiów nauczał w szkole średniej w Trzcianie. W 1972 r. został zatrudniony w Maticy Slovenskej. Języki stały się jego hobby na całe życie. Władał dziesiątkami języków europejskich, czynnie i biernie. Przetłumaczył szereg powieści i publikacji fachowych. Autor kilku publikacji naukowych wydanych nakładem Maticy Slovenskej.

## Twórczość
- Slovník literárnoarchívnej terminológie. Martin: Matica slovenská, 1999. 199 s. ISBN 80-7090-514-X.
- Európa jazykov a národov na prahu tretieho tisícročia: Europa linguarum nationumqve. Martin: Matica slovenská, 2008. 517 s. ISBN 978-80-7090-858-7.
- Pramenné dokumenty k dejinám Slovenska a Slovákov: od najstarších čias po prvú fázu národného obrodenia v zbierkach Archívu literatúry a umenia Slovenskej národnej knižnice Martin (tematický inventár). Martin: Matica slovenská, 2009. 534 s. ISBN 978-80-89301-04-1.